# Austral Televisión
Austral Televisión fue un canal de televisión abierta peruano, que existió entre 1998 y 2003, en reemplazó del Canal Familiar.
Emitía desde las instalaciones de RBC Televisión, cuyos equipos y frecuencia VHF estaban siendo alquiladas a la Compañía Radiodifusora Arequipa Sociedad Anónima (CRASA), de la familia de Enrique Mendoza Núñez; y a Nor Peruana de Radiodifusión S.A., del empresario Domingo Palermo Cabrejos. Ambas empresas habían sido filiales de ATV.

## Historia
En 1997, fue fundada Austral Televisión, empresa productora de televisión que firmó un contrato con Red Bicolor de Comunicaciones el 17 de septiembre de 1997 para que esta última le alquilase las instalaciones y la frecuencia 11 VHF de la ciudad de Lima por 10 años. La familia Palermo se quedaría a cargo de la administración del canal, mientras que la Mendoza sería responsable de la programación de la emisora, roles que serían intercambiados entre estas dos familias cada dos años
Austral Televisión fue lanzada oficialmente al aire el 18 de enero de 1998, con una programación a base de antiguas series norteamericanas como Superagente 86, Mi bella genio y Las nuevas aventuras de Superboy, además de series animadas como Robotech, El hombre araña y sus increíbles amigos y Mi pequeño pony. También estaban dentro de la programación algunas series importadas de otros países, como de los canales Televisión Azteca, Utilísima y Antena 3 como Sorpresa, sorpresa. Al cabo de un año de lanzamiento, el canal tenía bajos índices de audiencia y pérdidas económicas. Entonces, la familia Palermo decide tomar el control total del canal e incorporaron a nuevos socios inversionistas.
Así, a partir del 16 de mayo de 1999, el canal fue relanzado como Canal A y su programación quedó a cargo de Franco Palermo, encargado de transmitir exclusivas para el canal. Tras estos cambios, la emisora empezó a ganar recepción de audiencia con la emisión de programas como Para todos con Andrea Montenegro y Bruno Pinasco, Beto a saber con Beto Ortiz, Campaneando con Gianmarco, Mi amigo Rodrigo con Rodrigo Sánchez Patiño y la transmisión de la Eurocopa 2000.
El 14 de septiembre de 2000, Austral Televisión se convirtió en la primera emisora de televisión abierta del país en transmitir los vladivideos a nivel nacional dentro del programa Beto a saber. Dentro de uno de ellos, el congresista Alberto Kouri, de Perú Posible fue grabado recibiendo US$15 000 de manos del asesor presidencial Vladimiro Montesinos. Los primeros vladivideos habían sido emitidos por Canal N, emisora de noticias operada por la proveedora de televisión Cable Mágico que, si bien tenía cobertura al nivel nacional, era de pago y no podía visualizarse sin una suscripción. Su emisión al nivel nacional detonó la renuncia de Alberto Fujimori a la presidencia. Sin embargo, la familia Mendoza había quedado relegada a un lado y no obtenían ganancias económicas del hecho. Por ende, demandaron a la familia Palermo, acción que lleva a la empresa gestora del Canal A al colapso en 2001, además de una denuncia del Sindicato de Artistas e Intérpretes del Perú.
La red de televisión se dividió en dos: Canal A, bajo el liderazgo de Domingo Palermo, que emitía en el canal 11 de Lima, y Austral Televisión, administrado por Enrique Mendoza que transmitía desde el canal 9 de Arequipa. Posteriormente, este último canal instaló una repetidora en el canal 23 UHF de Lima para competir directamente con Canal A de la familia Palermo, que tenía convenio con el teatro Astros. Palermo continuó interesándose en conseguir nuevas figuras para su canal, a pesar de estar involucrado en uno de los vladivideos junto a Vladimiro Montesinos.
El conflicto provocó que ambas familias dejaran de pagar el alquiler de los estudios del canal 11 a RBC Televisión, que respondió acudiendo a un arbitraje extrajudicial. En el arbitraje, se ordenó la cancelación del contrato entre RBC y las familias Mendoza y Palermo por incumplimiento del pago del alquiler por parte de Austral Televisión, y se autorizó a RBC a recuperar sus instalaciones, hecho que finalmente ocurrió el 22 de diciembre de 2001 con el respaldo del Ministerio de Transportes y Comunicaciones. Esta decisión fue apelada en diversas instancias por Austral Televisión y CRASA (dueña de Perú TV), en un proceso judicial que continuó hasta 2015 y que concluyó con la devolución de la estación a RBC Televisión.
Austral Televisión dejó de emitirse en las estaciones repetidoras del norte del país, que eran propiedad de la familia Palermo, y solamente se limitó a emitir en los canales 23 UHF de Lima y 9 VHF de Arequipa hasta octubre de 2003. Ese año, el canal 23 UHF de Lima se relanzó como Canal Azul Televisión, cuya empresa estuvo a cargo de Mendoza, con equipamiento y personal heredados del desaparecido Cable Canal de Noticias (CCN). Sin embargo, terminó siendo un fracaso económico y fue cancelado a las pocas semanas de su lanzamiento. En 2012, Austral Televisión consiguió la señal de Arequipa tras ganar un litigio con RBC Televisión. Finalmente, el canal 23 UHF se convirtió en una estación repetidora del canal 9 de Arequipa. A mediados de ese año, el canal 9 dejó de usar la denominación «Canal Austral Televisión» y revirtió a su antiguo nombre como «Canal 9 Arequipa», hecho que marcó el final definitivo de Austral Televisión.

## Programas
La presente lista contiene las producciones producidas por Canal A Multimedia Holding S.A.C., según el año de su estreno en la programación de Red Global.
1997
- Más deporte (1997)

1998
- Teléfono rojo (con Francisco Diez Canseco) (1998-1999)
- Minuto 91 (con Gustavo Barnechea) (1998)
- Dilo y díselo (1998-1999)

1999
- Campaneando (con Gianmarco) (1999-2000)
- Para todos (programa de variedades con Bruno Pinasco y Andrea Montenegro, posteriormente con Beto Ortiz, más adelante en 2000 con Fiorella Rodríguez, Guillermo Zavala, Andrés Hurtado, Analí Cabrera y Alan Diez) (2 de agosto de 1999-2001)[13]
- Mi amigo Rodrigo (programa infantil con Rodrigo Sánchez Patiño) (1999-2000)
- A las 10 de la PM (programa de entrevistas con Raúl Romero) (1999)
- Esta noche noticias (con Martín Del Pomar, Denise Arregui y Omar Ruiz de Somocurcio) (1999-2000)
- Gente como uno (teleserie con la protagonista por Carlos Bañuelos, Lorena Caravedo y Óscar Carrillo) (1999-2000)

2000
- Beto a saber (con Beto Ortiz) (31 de enero-29 de diciembre de 2000) (El programa pasó a Frecuencia Latina como Nadie se duerma en enero de 2001)
- Atrévete con Andrés (reality show con Andrés Hurtado) (2000-2001)
- Ovación (con Micky Rospigliosi y Elejalder Godos) (2000-2001)
- Mueve tu curul (Microprograma cómico)
- Mil disculpas (con Carlos Cacho y Laura Borlini, sustituida en 2001 por Laura Ferretti) (2 de octubre de 2000-31 de mayo de 2002)

2001
- Mea culpa (con Álamo Pérez Luna) (2001)
- Parlamiento (programa cómico con Carlos Álvarez, Melcochita, Arturo Álvarez y Manolo Rojas) (2001)
- Sazón y sabor (2001)
- Así estamos (2001)
- 8 locos (programa cómico con Melcochita, Arturo Álvarez y Manolo Rojas) (2001-2002)

2002
- Sálvese quien juega (programa de mediodía con Laura Borlini) (2002)